# Arenicellales
Ordre
Les Arenicellales sont un ordre de bactéries à Gram négatif de la classe des Gammaproteobacteria. Son nom provient du genre Arenicella qui est le genre type de cet ordre.
En 2022 l'ordre comprend l'unique famille des Arenicellaceae Teramoto et al. 2015.

## Taxonomie
Ce genre est créé en 2015 pour recevoir la famille des Arenicellaceae décrite par la même occasion.